# Bejiv, Cerneahiv
Bejiv (în ucraineană Бежів) este o comună în raionul Cerneahiv, regiunea Jîtomîr, Ucraina, formată numai din satul de reședință.
Localitatea face parte din regiunea istorică Volânia, iar după tratatul de pace de la Riga din 1921 a devenit parte a Uniunii Sovietice.

## Demografie
Componența lingvistică a comunei Bejiv
     Ucraineană (99,03%)
     Alte limbi (0,97%)
Conform recensământului din 2001, majoritatea populației comunei Bejiv era vorbitoare de ucraineană (99,03%), existând în minoritate și vorbitori de alte limbi.